# 高家营站
高家营站是一个京沪线上的铁路车站，位于江苏省徐州市高新区，建于1942年，目前为四等站，邮政编码为221112。目前客运：办理旅客乘降；行李、包裹托运；货运：仅办理专用线、专用铁道整车货物发到。